# Élections locales britanniques de 2012
Les élections locales britanniques de 2012 se sont déroulées le 3 mai 2012.
4 722 sièges sont en jeu dans 182 circonscriptions.

## Résultats

### Écosse

Majorité dans les conseils écossais

| Conseil               | Majorité sortante | Majorité sortante | Majorité élue | Majorité élue |
| --------------------- | ----------------- | ----------------- | ------------- | ------------- |
| Aberdeen City         |                   | Sans majorité     |               | Sans majorité |
| Aberdeenshire         |                   | Sans majorité     |               | Sans majorité |
| Angus                 |                   | Sans majorité     |               | SNP           |
| Argyll and Bute       |                   | Sans majorité     |               | Sans majorité |
| Clackmannanshire      |                   | Sans majorité     |               | Sans majorité |
| Dumfries and Galloway |                   | Sans majorité     |               | Sans majorité |
| Dundee City           |                   | Sans majorité     |               | SNP           |
| East Ayrshire         |                   | Sans majorité     |               | Sans majorité |
| East Dunbartonshire   |                   | Sans majorité     |               | Sans majorité |
| East Lothian          |                   | Sans majorité     |               | Sans majorité |
| East Renfrewshire     |                   | Sans majorité     |               | Sans majorité |
| City of Edinburgh     |                   | Sans majorité     |               | Sans majorité |
| Falkirk               |                   | Sans majorité     |               | Sans majorité |
| Fife                  |                   | Sans majorité     |               | Sans majorité |
| Glasgow City          |                   | Travailliste      |               | Travailliste  |
| Highland              |                   | Sans majorité     |               | Sans majorité |
| Inverclyde            |                   | Sans majorité     |               | Sans majorité |
| Midlothian            |                   | Sans majorité     |               | Sans majorité |
| Moray                 |                   | Sans majorité     |               | Sans majorité |
| Na h-Eileanan Siar    |                   | Indépendant       |               | Indépendant   |
| North Ayrshire        |                   | Sans majorité     |               | Sans majorité |
| North Lanarkshire     |                   | Travailliste      |               | Travailliste  |
| Orkney                |                   | Indépendant       |               | Indépendant   |
| Perth and Kinross     |                   | Sans majorité     |               | Sans majorité |
| Renfrewshire          |                   | Sans majorité     |               | Travailliste  |
| Scottish Borders      |                   | Sans majorité     |               | Sans majorité |
| Shetland              |                   | Indépendant       |               | Indépendant   |
| South Ayrshire        |                   | Sans majorité     |               | Sans majorité |
| South Lanarkshire     |                   | Sans majorité     |               | Sans majorité |
| Stirling              |                   | Sans majorité     |               | Sans majorité |
| West Dunbartonshire   |                   | Sans majorité     |               | Travailliste  |
| West Lothian          |                   | Sans majorité     |               | Sans majorité |

### Pays de Galles

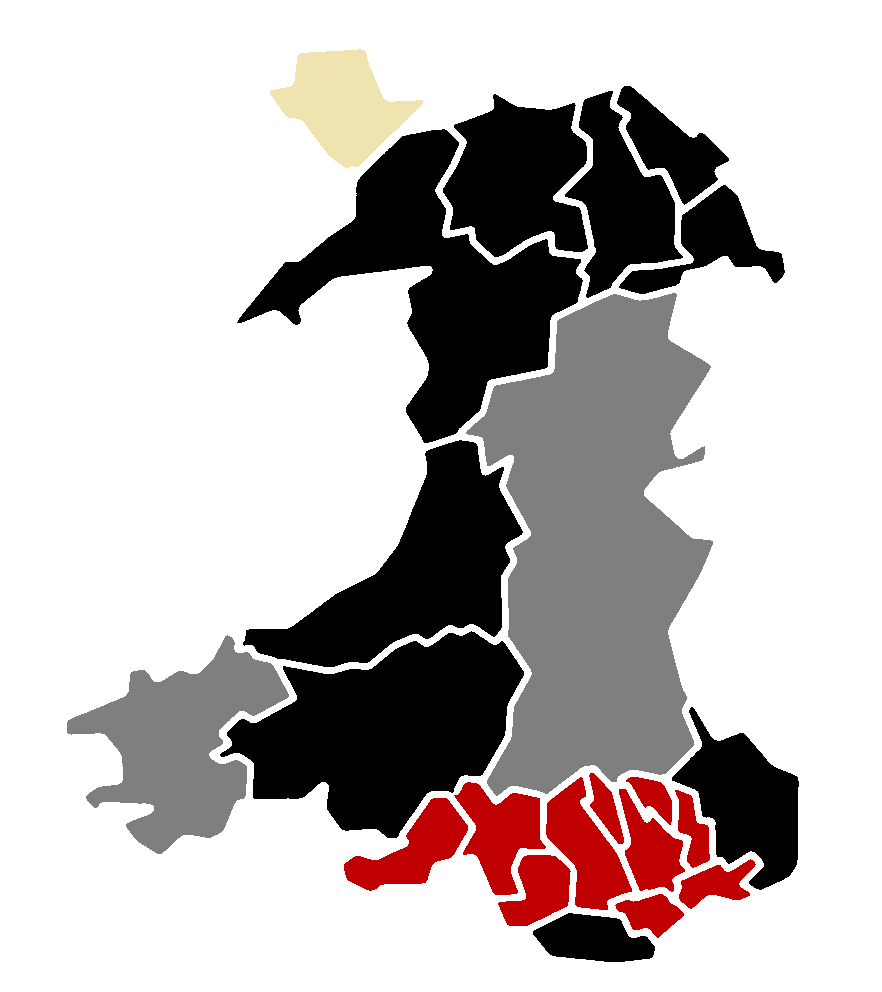
Majorité dans les conseils gallois

| Conseil            | Majorité sortante | Majorité sortante | Majorité élue | Majorité élue |
| ------------------ | ----------------- | ----------------- | ------------- | ------------- |
| Blaenau Gwent      |                   | Sans majorité     |               | Travailliste  |
| Bridgend           |                   | Sans majorité     |               | Travailliste  |
| Caerphilly         |                   | Sans majorité     |               | Travailliste  |
| Cardiff            |                   | Sans majorité     |               | Travailliste  |
| Carmarthenshire    |                   | Sans majorité     |               | Sans majorité |
| Ceredigion         |                   | Sans majorité     |               | Sans majorité |
| Conwy              |                   | Sans majorité     |               | Sans majorité |
| Denbighshire       |                   | Sans majorité     |               | Sans majorité |
| Flintshire         |                   | Sans majorité     |               | Sans majorité |
| Gwynedd            |                   | Sans majorité     |               | Sans majorité |
| Merthyr Tydfil     |                   | Indépendant       |               | Travailliste  |
| Monmouthshire      |                   | Conservateur      |               | Sans majorité |
| Neath Port Talbot  |                   | Travailliste      |               | Travailliste  |
| Newport            |                   | Sans majorité     |               | Travailliste  |
| Pembrokeshire      |                   | Indépendant       |               | Indépendant   |
| Powys              |                   | Indépendant       |               | Indépendant   |
| Rhondda Cynon Taff |                   | Travailliste      |               | Travailliste  |
| Swansea            |                   | Sans majorité     |               | Travailliste  |
| Torfaen            |                   | Sans majorité     |               | Travailliste  |
| Vale of Glamorgan  |                   | Conservateur      |               | Sans majorité |
| Wrexham            |                   | Sans majorité     |               | Sans majorité |